# 高遠バイパス
高遠バイパス（たかとおバイパス）は、長野県伊那市高遠町の国道152号バイパスの総称で、特に高遠城址公園下を走り市街地を迂回する区間を指す。
2000年 (平成12年)3月27日に区間南側の高遠大橋が完成、また町道の的場公園線のループ橋が完成し、高遠城址公園を訪れる観光客の渋滞緩和に効果を発揮した。2005年5月24日には的場公園線のループ橋から北に760mの区間が開通となり、残る高砂橋～的場公園線間も2010年3月25日に開通した。

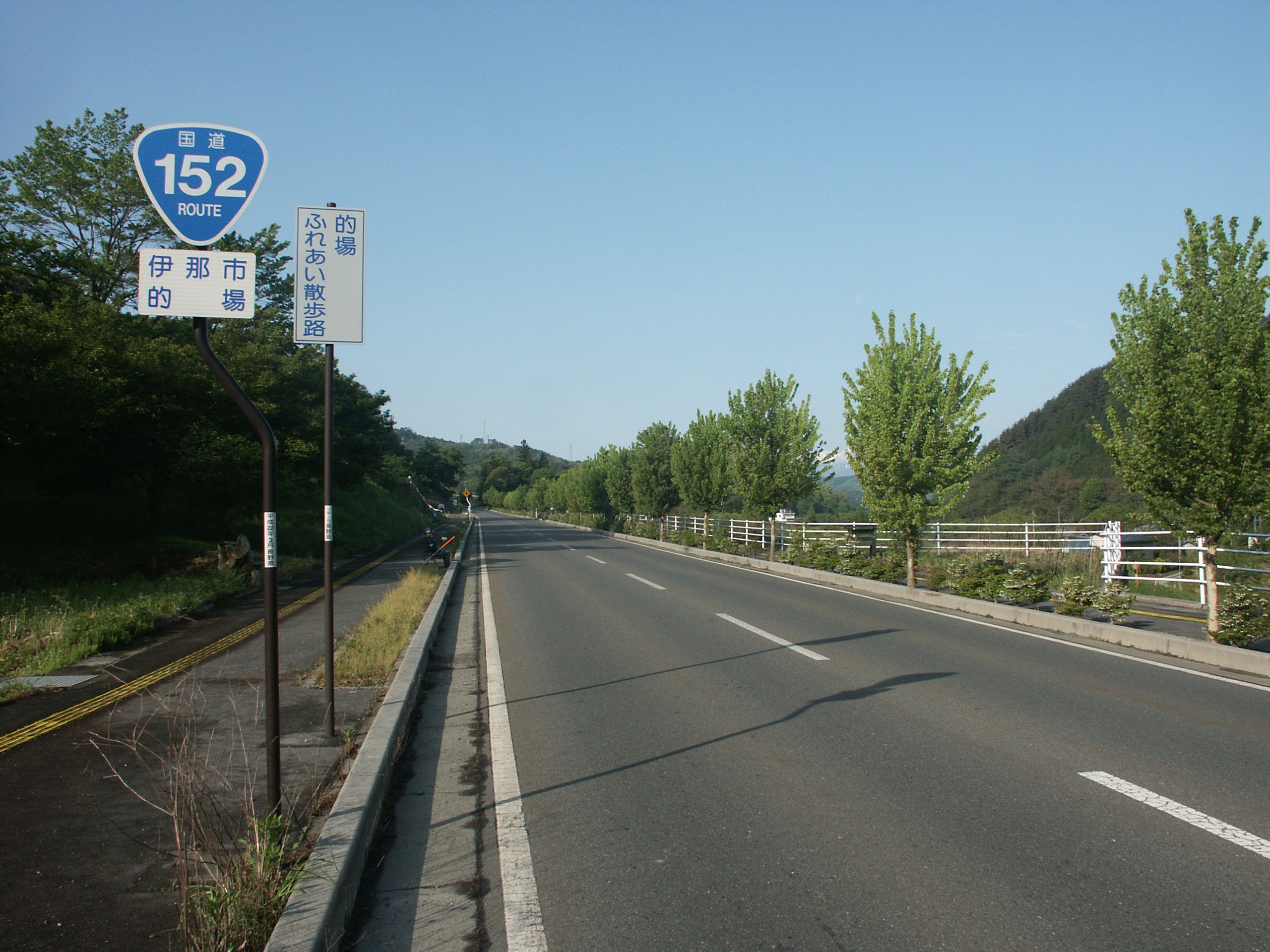
伊那市的場

## 概要
- 起点 長野県伊那市高遠町中村
- 終点 長野県伊那市高遠町勝間
- 全長 7620m
- 車線数 2車線

## 沿革
- 1979年度 事業化、用地買収着手、着工